# Trío Fontenay
El Trio Fontenay fue un trío de piano que actuó en todo el mundo y grabó gran parte del repertorio significativo para trío de piano entre los años 1980 y 2006. 

## Formación
Esta agrupación musical se formó en Hamburgo en el año 1980. Los miembros originales del trío fueron el pianista Wolf Harden, el violinista Michael Mücke y el violonchelista Niklas Schmidt. El nombre de "Fontenay" es en francés antiguo "fuente" y "fantasía", y es también el nombre de la calle, cerca del Conservatorio de Hamburgo, donde el conjunto empezó a ensayar. También es el nombre la abadía cisterciense más famosa de Borgoña, próxima a la abadía de Cîteaux donde se fundó esa comunidad monacal. 
Una importante influencia temprana en el grupo vino de las clases a las que asistió en Colonia impartidas por el Cuarteto Amadeus.

## Trayectoria
En la década de los 80 el conjunto desarrolló rápidamente un activo programa de conciertos, incluyendo apariciones regulares en los principales festivales y salas de conciertos en Europa. En 1986, hizo su debut en América. Posteriormente, el grupo recorrió el Norte y el Sur de América, Australia y el Lejano Oriente. Durante un tiempo el conjunto fue el "trío en residencia" en el Théâtre du Châtelet, y estaba basado en París.
En la temporada 1995-1996 lleva a cabo el ciclo completo de tríos de Beethoven en París, en el Théàtre du Châtelet, en Londres en el Wigmore Hall, en Berlín en el Schauspielhaus, en Ámsterdam en el Concertgebouw, y en Hamburgo, Múnich y Colonia. Su grabación de estas obras recibió en 1994 el Preis der deutschen Schallplattenkritik [Premio de la crítica discográfica alemana].
En 1998, el violonchelista Niklas Schmidt fue reemplazado por Jens-Peter Maintz. Los músicos decidieron disolver el Trío Fontenay en febrero de 2006.

## Discografía selecta
El conjunto grabó la música de Beethoven, Brahms, Debussy, Dvořák, Fauré, Haydn, Ives, Mendelssohn, Messiaen, Mozart, Rajmáninov, Ravel, Roslavets, Schubert, Schumann, y Turina para discográficas como Teldec, Denon, EMI,  Philips, y K&K. Las grabaciones  mencionadas aquí fueron hechas con Niklas Schmidt como violonchelista, a menos que se indique lo contrario, y se enumeran en orden cronológico.
- Mendelssohn: Trío para piano n.º 1 en re menor, Op. 49
- Rajmáninov: Trío élégiaco n.º 2 en re menor, Op. 9

Denon CO-1971 (1 CD, 73 min, DDD)
Comentado por Christopher Headington en Gramophone, de mayo de 1988, pág. 1616. 
Prefiere el Fontenay en ambas obras a la versión del Borodin y a la del Trío Beaux Arts. Con respecto a la Rajmáninov dice: "Esta interpretación...es sentida pero también hábil, y la grabación en la iglesia de Frankfurt es buena, incluso si el piano en ocasiones suena un poco retrasado. También son buenos en el Trío de Mendelssohn, una obra poderosa que puede sorprender a aquellos que sólo conocen el lado más suave de este compositor, creo sin embargo, que algunos ritmos son un poco demasiado rápidos.
- Brahms: Trío para piano n.º 3 en do menor, Op. 101
- Dvorak: Trío para piano n.º 3 en fa menor, B130

Teldec/ASV 8 43921 (1 CD, 63 min, DDD), publicado el 8 de marzo de 1989.
Comentado por Hilary Finch en el Gramophone, de septiembre de 1988, pág. 434 
 
Le gusta el acoplamiento, pero prefiere el Israel Piano Trío en el de Brahms (9/86, CRD 3432), y el Borodin Trío en el de Dvorak (2/85, CHAN8320). Encuentra el Trío Fontenay "demasiado reticente" y el estudio acústico "demasiado duro."
Notas:  
El trío de Brahms fue reeditado como parte de un conjunto completo de Teldec 9031-76036-2.
El trío de Dvorak  se volvió a publicar como parte de un conjunto completo de Teldec 9031-76458-2.
- Schubert:

•Trío para piano n.º 1 en si bemol mayor, D.898
•Trío para piano n.º 2 en mi bemol mayor, D.929
•Trío para piano en si bemol mayor (Sonata en un solo movimiento), D.28
•Notturno en mi bemol mayor, D.897
Deutsche Harmonia Mundi/EMI CDS7 49041-8 (2 CDs, 99 min, DDD) 
Comentado por Christopher Headington en el Gramophone, de enero de 1989, pág. 1181. 
"Me gusta esta entrega por su afectuosa y hábil interpretación y por su fiel grabación", pero "si usted busca una visión más directa de esta música, el Trío Beaux Arts en Philips tiene más fuerza y tengo que decir que consiguen más éxito en la búsqueda de un equilibrio Schubertiano entre una soleada sencillez, por un lado, y la tensión o el dolor en el otro..."
Nota: Los tríos de Schubert se registraron de nuevo y fueron lanzados en 1996 en Teldec 4509-94558-2.
- Brahms: Trío para piano n.º 2 en do mayor, Op. 87
- Dvorak: Trío para piano n.º 1 en si bemol mayor, B51

Teldec/ASV 244 177-2 (1 CD, 64 min, DDD), publicado el 28 de abril de 1992.
Comentado por Alan Sanders en el Gramophone, de febrero de 1990, pp 1479-80. 
"La interpretación [en el Dvorak] es reflexiva, pero al mismo tiempo espontánea en la sensación, muy bien preparada, y generosamente formulada. ... No hay mayor elogio que decir que su versión [del de Brahms] es plenamente competitiva [con la de Szeryng, Fournier y Rubinstein (4/88, RD86260)], y tiene sus propias cualidades de alto nivel musical, fuerza y estilo. Técnicamente la calidad de su música es de un alto nivel, y lo más importante, son capaces de conservar una sensación de espontaneidad frente a los micrófonos."
Notas:  
El trío de Brahms fue reeditado como parte de un conjunto completo de Teldec 9031-76036-2.
El trío de Dvorak se volvió a publicar como parte de un conjunto completo de Teldec 9031-76458-2.
- Mendelssohn:

•Trío para piano n.º 1 en re menor, Op. 49
•Trío para piano n.º 2 en do menor, Op. 66
Teldec 2292-44947-2 (1 CD, 58 min, DDD), publicado el 28 de abril de 1992.
Comentado por John Warrack en el Gramophone, de septiembre de 1990, pág. 558. 
Ligeramente prefiere el Guarneri y el Fontenay al Borodin Trío en estas obras: "Decidir entre tres inteligentes y bien planificadas actuaciones no es simple, ni siquiera totalmente realista. Por todo mi admiración hacia la del Borodin, pero creo que hay una facilidad y elegancia en la interpretación del Guarneri que está más cerca de Mendelssohn. Los resultados del Fontenay son muy similares en espíritu a los del Guarneri."
- Mozart:
  - Trío para piano en sol mayor, K. 496
  - Trío para piano en si bemol mayor, K. 502
  - Trío para piano en do mayor, K. 548
  - Trío para piano en sol mayor, K. 564
  - Divertimento en si bemol mayor, K. 254

Teldec/Warner Classics 2292-46439-2 (2 CDs, 129 min, DDD), publicado el 1 de noviembre de 1991. Comentado por Christopher Headington en el Gramófono, de noviembre de 1991, páginas 121-122. "Me gusta el enfoque del Fontenay, la búsqueda de suficiente energía en el exterior de los movimientos y un buen toma y daca entre los tres instrumentistas. A veces uno puede sentir que todo es un poco demasiado brillante y voluble", pero "su frescura juvenil tiene su propio encanto.... Por otro lado, me gusta más el Beaux Arts en este repertorio..." 
- Brahms: Trío para piano n.º 1 en si mayor, Op. 8
- Ives: Trío para piano

Teldec 2292-44924-2 (1 CD, DDD), publicado el 28 de abril de 1992. Notas: El trío de Brahms fue reeditado como parte de un conjunto completo de Teldec 9031-76036-2.
- Brahms: Trío para piano en la mayor, Op. post.
- Schumann: Trío para piano n.º 1 en re menor, Op. 63

Teldec 2292-44927-2 (1 CD, 65 min, DDD), publicado el 1 de mayo de 1992. Comentado por Joan Chissell en el Gramophone, de marzo de 1992, pág. 66. Notas: El trío de Brahms fue reeditado como parte de un conjunto completo de Teldec 9031-76036-2.
- Brahms: 
  - Trío para piano n.º 1 en si mayor, Op. 8
  - Trío para piano n.º 2 en do mayor, Op. 87
  - Trío para piano n.º 3 en do menor, Op. 101
  - Trío para piano en la mayor, Op. post.

Teldec 9031-76036-2 (2 CDs, 123 min, DDD), publicado el 4 de agosto de 1992. N.º 1 de Teldec 2292-44924-2; n.º 2 de la Teldec/ASV 244 177-2; n.º 3 de Teldec/ASV 8 43921; Op. post. de Teldec 2292-44927-2.
- Ravel: Trío para piano
- Debussy: Trío para piano n.º 1 en sol mayor
- Fauré: Trío para piano en re menor, Op. 120

Teldec 2292-44937-2 (1 CD, 74 min, DDD), publicado el 7 de julio de 1992. Revisado por Christopher Headington en el Gramophone, de julio de 1992, pág. 69. Prefiere al Salomón Trío en esta música (Pickwick IMP Maestros MCD41).
- Messiaen: Quatuor pour la fin du temps

Teldec 9031-73239-2 (1 CD, 44 min, DDD); Elektra / Wea: publicado 12 de enero de 1993. Grabado con Eduard Brunner, clarinete. Comentado en el Gramophone, de diciembre de 1992, pág. 97. Reeditado como Teldec 0927-48749-2, 9 de enero de 2002; Ápice: 25 de mayo de 2006. Reedición comentada por Roger Nichols en el Gramophone, de febrero de 2003, pp 59, 61. Notas de varios errores de ejecución, en particular en la parte de piano del quinto movimiento. Prefiere la grabación con Yvonne Loriod, la esposa del compositor, en el piano, como más auténtica (EMI Encore 575629-2).
- Dvorak:
  - Trío para piano n.º 1 en si bemol mayor, Op. 21 B.51
  - Trío para piano n.º 2 en sol menor, Op. 26 B.56
  - Trío para piano n.º 3 en fa menor, Op. 65 B.130
  - Trío para piano n.º 4 en mi menor, Op. 90 B.166

Teldec 9031-76458-2 (2 CDs, 132 min, DDD), lanzado el 9 de febrero de 1993. N.º 1 de Teldec/ASV 244 177-2; n.º 3 de Teldec/ASV 8 43921.
- Beethoven:
  - Trío para piano n.º 1 Op. 1 n.º 1 en mi bemol mayor
  - Trío para piano n.º 2 Op. 1 n.º 2 en sol mayor
  - Trío para piano n.º 3 Op. 1 n.º 3 en do menor
  - Trío para piano n.º 4 Op. 11 en si bemol mayor
  - Trío para piano n.º 5 Op. 70 n.º 1 en re mayor "Fantasma"
  - Trío para piano n.º 6 Op. 70 n.º 2 en mi bemol mayor
  - Trío para piano n.º 7 Op. 97 en si bemol mayor "Archiduque"
  - Trío para piano n.º 10 Op. 44 en mi bemol mayor (el Tema y el 14 de variaciones)
  - Trío para piano n.º 11 Op. 121 (Variaciones sobre "Ich bin der Schneider Kakadu")

Teldec 9031-73281-2 (3 CDs, 226 min, DDD), [Elektra / WEA: 11 de enero de 1994]. Comentado por Joan Chissell en el Gramophone, de marzo de 1994, pág. 69 "De hecho, su ágil trabajo en equipo, no menos que su impresionante individual brillantez, nunca está en duda a lo largo de los tres discos. Sin embargo, para un mejor conocimiento sobre la música de Beethoven para piano trío yo les recomiendo vivamente a los lectores encaminarse a las versiones de los artistas antiguos, sin olvidar los Beaux Arts y Borodin Tríos, el precio medio Zukerman/Du Pré/Barenboim y Stern/ Rose/Istomin—o, por último, pero no menos Perlman/Harrell/Ashkenzay que siguen siendo mis favoritas. Y esto lo digo con pesar, como tanto he admirado de todo corazón lo que he escuchado antes del Fontenay."
- Beethoven:
  - Triple concerto en do mayor, Op. 56
  - Trío para piano n.º 5, Op. 70 n.º 1 en re mayor, "Fantasma"

Teldec 4509-97447-2 (1 CD, 59 min, DDD), publicado el 7 de febrero de 1995. El Triple concierto de Beethoven con la Orquesta Philharmonia dirigida por Eliahu Inbal. Grabado en la Blackheath Concert Hall, en mayo de 1990. La grabación del trío es la misma que en Teldec 9031-73281-2
- Schumann:•
  - Trío para piano n.º 2 en fa mayor, Op. 80
  - Trío para piano n.º 3 en sol menor, Op. 110

Teldec 4509-90864-2 (1 CD, 54 min, DDD), publicado el 7 de noviembre de 1995. Comentado por Joan Chissell en el Gramophone, de diciembre de 1995, pág. 110. "...tomado por sus propios méritos, esta nueva versión del Segundo y el Tercer Tríos tiene mucho que recomendar por su entusiasmo juvenil y la viveza de la caracterización...."
- Schubert:
  - Trío para piano n.º 1 en si bemol mayor, D.898
  - Piano Trío en si bemol mayor (Sonata en un solo movimiento), D.28
  - Trío para piano n.º 2 en mi bemol mayor, D.929
  - Notturno en mi bemol mayor, D.897

Teldec 4509-94558-2 (2 CDs, 106 min, DDD), publicado el 2 de julio de 1996.
Grabado en TELDEC-Studio, Berlín, junio de 1994 (D28 & D898); noviembre de 1994 - enero de 1995 (D929 & D897).
Valorado favorablemente por Joan Chissell en el Gramophone, de febrero de 1997, pág. 74. 
Nota: Los tríos de Schubert también se registraron antes y se publicaron en 1988 en Deutsche Harmonia Mundi/EMI CDS7 49041-8.
- Beethoven:
  - Canciones escocesas, Op. 108 n.º 2 "Sunset"
  - Canciones escocesas, Op. 108 n.º 3 "Oh! sweet were the hours"
  - Canciones escocesas, Op. 108 n.º 5 "The sweetest lad was Jamie"
  - Canciones escocesas, Op. 108 n.º 13 "Come fill, fill, my good fellow"
  - Canciones escocesas, Op. 108 n.º  20 "Faithfu' Johnie"
  - Canciones escocesas, Op. 108 n.º 24 "Again, my lyre"
  - Canciones irlandesas, WoO 152 n.º 1 "The Return to Ulster"
  - Canciones irlandesas, WoO 152 n.º 5 "The Massacre of Glencoe"
  - Canciones irlandesas, WoO 152 n.º 10 "The Deserter"
  - Canciones irlandesas, WoO 152 n.º 21 "Morning a cruel turmoiler is."
  - Canciones irlandesas, WoO 153 n.º 9 "The kiss, dear maid, thy lip has left"
  - Canciones irlandesas, WoO 153 n.º 11 "When far from the home"
  - Canciones irlandesas, WoO 154 n.º 1 "The Elfin Fairies"
  - Canciones irlandesas, WoO 154 n.º 4 "The Pulse of an Irishman"
  - Canciones irlandesas, WoO 154 n.º 5 "Oh! who, my dear Dermot"
  - Canciones galesas, WoO 155 n.º 12 "Waken lords and ladies gay"
  - Canciones galesas, WoO 155 n.º 15 "When mortals all to rest retire"
  - Canciones galesas, WoO 155 n.º 21 "Cupid's Kindness"
  - Canciones galesas, WoO 155 n.º 25 "The Parting Kiss"
  - Canciones galesas, WoO 155 n.º 26 "Good Night"

Philips 442 784-2PH (1 CD, 61 min, DDD), publicado el 13 de enero de 1998. Grabado con Wolfgang Holzmair, barítono. Valorado favorablemente por Juan B. Steane en el Gramophone, de abril de 1998, pág. 85. 
- Haydn:

•Teclado Trío n.º 18 (N.º 32), Hob. XV:18
•Teclado Trío n.º 21 (N.º 35), Hob. XV:21
•Teclado Trío n.º 25 (N.º 39), "Gipsy Trío," Hob. XV:25
•Teclado Trío n.º 30 (N.º 42), Hob. XV:30
Teldec 0630-15857-2 (1 CD, 65 min, DDD) Revisado por Richard Wigmore en el Gramophone, de febrero de 1999, pág. 67. "Un bien contrastado programa de los tríos de piano finales de Haydn en simpáticas actuaciones hace que sea una tentadora propuesta. Me gustó en particular el Fontenay en los amplios movimientos de apertura de los Núms. 18 y 30, con generosidad y flexibilidad de ritmo y, con la imaginación en su enunciado, con los intérpretes encontrando los colores frescos y matices para la exposición.... Pero si el Fontenay parecen más sensibles a la interioridad y el lirismo de sus espíritus, hay mucho que saborear en estas afectuosas, pensativas y caracterizadas lecturas,  capturadas exactamente por los ingenieros de sonido de Teldec."
- Roslavets: 
  - Trío para piano n.º 2 (1920)
  - Trío para piano n.º 3 (1921)
  - Trío para piano n.º 3 (1921)

Warner Ápice 2564 69324-4 (1 CD, 72 min, DDD), publicado el 23 de noviembre de 2008.Registrado: Teldec Studio, Berlín, enero/agosto De 2000. Jens-Peter Maintz fue el violonchelista en esta grabación.
- Turina: Trío para piano n.º 1, Op. 35
- Beethoven: Trío para piano n.º 6, Op. 70, n.º 2 en mi bemol mayor

K&K Verlagsanstalt KuK 84 (1 CD, 60 min, DDD), lanzado el 9 de septiembre de 2003. Grabación de Concierto en la Abadía de Maulbronn, Alemania, durante el mes de junio de 2002. Jens-Peter Maintz fue el violonchelista en esta grabación.

## Registros de vídeo
- Mozart: Piano Trío en si bemol mayor, K. 502
- Henze: Kammersonate (1948; revisión de 1963)
- Brahms: Trío para piano n.º 2 en do mayor, Op. 87

Grabación en vivo en Bad Kissingen, [1988] Concierto de Verano en el Weißen Saal.
Pioneer Classics de PC-11546D (1 DVD, NTSC, 4:3, 68 min).